# Diego Fernández (Radsportler)
Diego Raúl Fernández (* 20. April 1977 in Libertad) ist ein uruguayischer Straßenradrennfahrer.
Diego Fernández wurde 2005 Etappendritter bei der Rutas de América und bei der Vuelta Ciclista del Uruguay gewann er die vierte Etappe nach Rivera. 2006 und 2007 schaffte er es bei der Rutas de America wieder mehrmals auf das Podium. In der Saison 2009 war er mit seiner Mannschaft Cruz del Sur auf dem vierten Teilstück der Rutas de America in Mercedes erfolgreich.

## Erfolge
2005
- eine Etappe Vuelta Ciclista del Uruguay

2009
- eine Etappe Rutas de América